# Kristusovo vstajenje
Kristusovo vstajenje (latinsko resurrectio) tudi Jezusovo vstajenje je v krščanstvu temeljna verska resnica, da je Bog tretji dan obudil Jezusa od mrtvih oziroma »da je Jezus umrl in vstal«1 Tes 4,14. V spomin na ta dogodek kristjani praznujejo Veliko noč, ki velja za najpomembnejši krščanski praznik. Poleg tega se kristjani vstajenja spominjajo tudi vsak teden pri nedeljski maši - nedelja se imenuje tudi velika noč v malem.
Za prve kristjane je bilo Kristusovo vstajenje od mrtvih temelj vere, zato je ta dogodek tudi natančno opisan v Svetem pismu Nove zaveze. V evangelijih lahko beremo, da so Kristusovo truplo po smrti mazilili z dišavami, zavili v mrtvaški prt in položili v kamnito podzemno grobnico. Nato so pred vhod zavalili veliko skalo. To je bilo v petek zvečer, pred judovskim praznikom pashe. (glej glej Mt 27,57-61; Mr 15,42–47; Lk 23,50–56; Jn 19,38–42) 
Na tretji dan (po starem načinu štetja dni - tako da sta prvi in zadnji dan vključena), torej v nedeljo, se je izkazalo, da je grob prazen. Prve so to opazile ženske z Marijo Magdaleno na čelu, potem pa so to povedale še apostolom. Vsi so najprej mislili, da je truplo nekdo ukradel, kmalu po tem pa so imeli priložnost se iz oči v oči srečati z vstalim Jezusom. (glej Mt 28,1-10; Mr 16,1–8; Lk 24,1–24; Jn 20,1–10) 
Mnogi kritiki krščanstva so zanikali vstajenje in so trdili, da gre le za legendo, ali pa da Jezus Kristus v resnici ni umrl, pač pa se je zgolj zbudil iz nezavesti. Pri tem velja posebej poudariti trdno verovanje Jezusovih prvih učencev, da je Jezus zares umrl in da je potem zares oživel. Na tem prepričanju tudi temelji vera, da bodo ob koncu sveta vsi ljudje deležni telesnega vstajenja. Takrat bodo vsi ljudje dobili nova poveličana telesa, ki bodo podobna Jezusovemu poveličanemu telesu, ki ga je dobil ob vstajenju. O tem govori tudi Nicejsko-carigrajska veroizpoved: »Pričakujem vstajenje (od) mrtvih in življenje v prihodnjem veku.« Sveti Pavel in apostol Janez Evangelist Jezusa imenujeta prvorojenec izmed umrlih - tj. prvi, ki je umrl in spet oživel (Kol 1,18; Raz 1,5).
Zanimivo je, da je že v prvih stoletjih vera v Jezusovo vstajenje po pomenu močno zasenčila vero v Jezusov nauk (oznanilo ljubezni in odpuščanja). Vprašanje pripadnosti skupnosti kristjanov se kmalu izoblikovalo v obliko: »Ali veruješ, da je Jezus vstal od mrtvih?« in ne npr.: »Ali verjameš, da bi se morali ljudje imeti radi in drug drugemu odpuščati?«